# Gumtjärnen, Hälsingland
Gumtjärnen är en sjö i Härjedalens kommun i Hälsingland och ingår i Ljusnans huvudavrinningsområde.